# James Di Pasquale
James Di Pasquale est un compositeur américain né le 7 avril 1941 à Chicago, Illinois (États-Unis).

## Filmographie
- 1968 : Hawaï police d'État ("Hawaii Five-O") (série TV)
- 1974 : Another Saturday Night
- 1974 : Senior Year (TV)
- 1975 : Sarah T. - Portrait of a Teenage Alcoholic (TV)
- 1975 : Force Five (TV)
- 1975 : Switch ("Switch") (série TV)
- 1976 : The Practice (série TV)
- 1976 : Mallory: Circumstantial Evidence (TV)
- 1978 : The Critical List (TV)
- 1979 : Fast Break
- 1979 : Comme un homme libre (The Jericho Mile) (TV)
- 1980 : Escape (TV)
- 1980 : The Contender (feuilleton TV)
- 1981 : Hymne à l'amour (Advice to the Lovelorn) (TV)
- 1982 : Terreur mortelle (Fantasies) (TV)
- 1982 : Chicago Story (série TV)
- 1982 : Two of a Kind (TV)
- 1983 : Écoute ton cœur (Listen to Your Heart) (TV)
- 1983 : Meurtre au champagne (Sparkling Cyanide) (TV)
- 1983 : Quarterback Princess (en) de Noel Black (TV)
- 1984 : The Red-Light Sting (en) (TV)
- 1984 : Welcome Home, Jellybean (TV)
- 1986 : Rad
- 1986 : Young Again (TV)
- 1987 : A Stranger Waits (TV)
- 1988 : Broken Angel (TV)
- 1989 : The Shell Seekers (TV)
- 1990 : Ne touche pas à mon mari (Stolen: One Husband) (TV)
- 1990 : Columbo - Couronne mortuaire (Columbo: Uneasy Lies the Crown) (TV)
- 1990 : Columbo - Criminologie appliquée (Columbo: Columbo Goes to College) (TV)
- 1991 : The Killing Mind (TV)
- 1991 : Runaway Father (TV)
- 1992 : Une deuxième chance (Getting Up and Going Home) (TV)
- 1992 : Dans le seul intérêt des enfants (In the Best Interest of the Children) (TV)
- 1992 : Seduction: Three Tales from the 'Inner Sanctum' (TV)
- 1993 : Sherlock Holmes Returns (TV)
- 1994 : Untamed Love (TV)
- 1995 : La Mémoire volée (See Jane Run) (TV)
- 1995 : Le Souhait d'être mère (Never Say Never: The Deidre Hall Story) (TV)
- 1996 : Le Droit d'être mère (All She Ever Wanted) (TV)
- 1996 : À force d'aimer (Everything to Gain) (TV)